# Oblężenie Tulonu (1707)
Oblężenie Tulonu – oblężenie, które miało miejsce w dniach 29 lipca – 21 sierpnia 1707 podczas hiszpańskiej wojny sukcesyjnej.
W 1707 książę Eugeniusz Sabaudzki usiłował wkroczyć z terenu Włoch i zdobyć francuski port Tulon.
Eugeniusz Sabaudzki 11 lipca przeprawił się przez rzekę Var i pomimo niedbalstwa i opieszałości księcia Sabaudii Wiktora Amadeusza II 16 lipca dotarł do Frejus, utrzymując kontakt z Shovell a także z angielską flotą. Jednak kunktatorstwo księcia Wiktora Amadeusza spowodowało dalsze opóźnienia i dało czas wojskom Berwicka na przysłanie z Hiszpanii posiłków do Tulonu, nad którego garnizonem liczącym teraz 15 000 żołnierzy dowództwo sprawował marszałek de René de Froulay de Tessé. Sprzymierzeni liczący 35 000 żołnierzy dotarli pod Tulonu 26 lipca. Trzy dni później doszło do pierwszych walk.
14 sierpnia René de Froulay de Tessé odzyskał wszystkie ważne wzgórza Santa Catariny, które sprzymierzeni zdobyli szturmem tydzień wcześniej. To ostatecznie przekonało Eugeniusza Sabaudzkiego, że nadzieje na zdobycie Tulonu są iluzoryczne. Oblężenie zakończyło się 21 sierpnia, a 22 sierpnia sprzymierzeni odeszli z powrotem za rzekę Var, straciwszy aż 10 000 ludzi (zabici i ranni).
Jedynym zyskiem tej wyprawy było to, że Francuzi zatopili w przystani całą swoją eskadrę złożoną z ponad 50 okrętów po to, by nie wpadła w ręce nieprzyjaciół. W ten sposób Francja straciła nadzieję na odzyskanie kontroli nad Morzem Śródziemnym, które teraz całkowicie było kontrolowane przez angielską flotę.